# Turbopomp

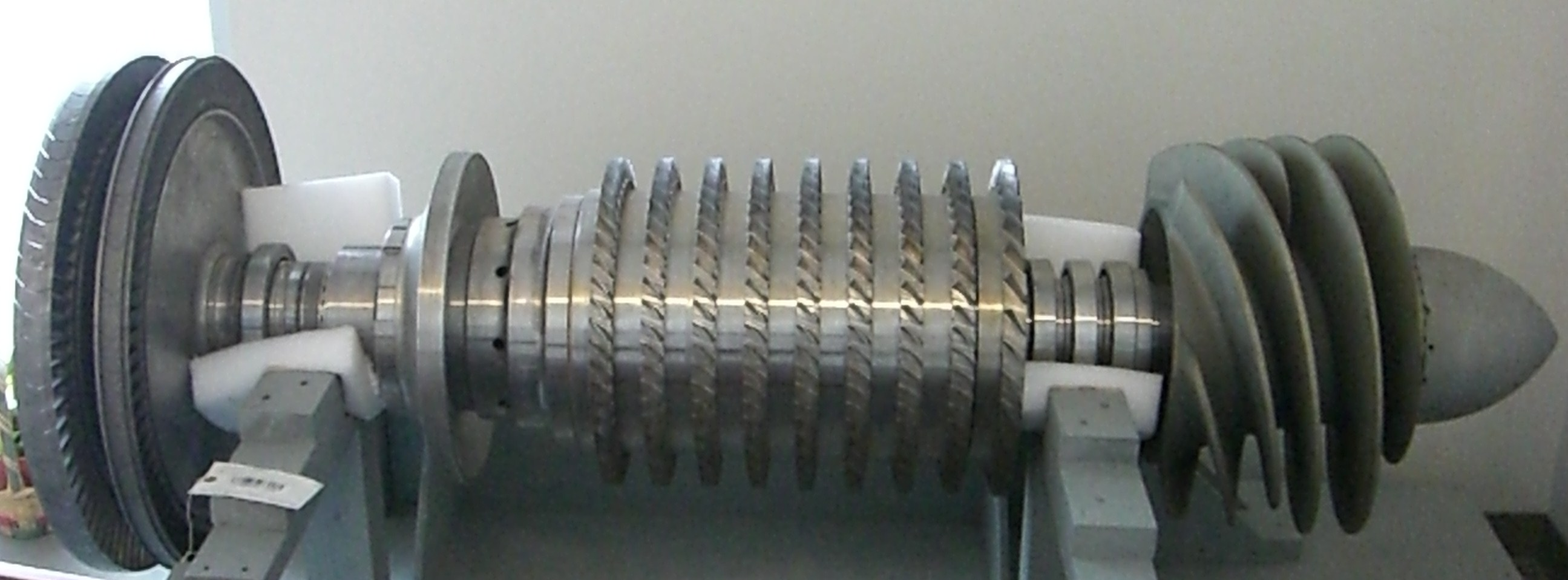
Turbopomp van een M1-raket.

Een turbopomp, ook wel turbinepomp genoemd, is een turbomachine die werkt als pomp en zo een vloeistof of een gas verplaatst door middel van een ronddraaiend schoepensysteem. Typische voorbeelden van een turbopomp zijn de centrifugaalpomp en de pomp met axiale rotor. Turbopompen hebben typisch hoge debieten, maar lage opvoerdrukken (althans in vergelijking met zuigerpompen). De opvoerdruk is in tegenstelling tot zuigerpompen niet enkel beperkt door sterkte overwegingen, ze kan nooit groter worden dan de Eulerse opvoerdruk.

## Geschiedenis en ontwikkeling
Turbopompen werden oorspronkelijk ontworpen voor brandbestrijding, hierbij zijn vooral hoge debieten nodig bij redelijk hoge drukken.
De turbopomp is ook verantwoordelijk voor de doorbraak van rakettechnologie, meer in het bijzonder de V-2.

## Turbomoleculaire pomp
De aanduiding turbopomp wordt ook wel gebruikt voor een turbomoleculaire pomp. Deze pomp wordt gebruikt om een hoog of 'ultrahoog' vacuüm (minder dan 10−7 Pa) te bereiken. Bij zulke lage drukken werkt de gewone vloeistofdynamica niet meer, en is een beschrijving in termen van afzonderlijke gasmoleculen nodig. De turbomoleculaire pomp werkt dan ook simpel gezegd door met de schoepen deze moleculen van de ingang naar de uitgang van de pomp te 'slaan'.